# Avispa Fukuoka
L'Avispa Fukuoka és un club de futbol japonès de la ciutat de Fukuoka.

## Història
El club va ser fundat amb el nom de Chūō Bōhan FC l'any 1982 per treballadors de la companyia de seguretat Chuo Bohan a la ciutat de Fujieda, a la Prefectura de Shizuoka. Assoliren l'ascens a la segona divisió de la Japan Soccer League el 1991. Després jugaren a la recent formada Japan Football League (segona divisió) el 1992 i ascendiren a primera el 1993. Aquest any adoptaren el nom Chūō Bōhan FC Fujieda Blux amb l'objectiu d'esdevenir membres de la J. League. Però les dificultats de tenir un estadi en condicions i la rivalitat amb clubs locals com Júbilo Iwata i Shimizu S-Pulse portaren al club a canviar de ciutat i el 1994 es traslladaren a Fukuoka esdevenint Fukuoka Blux. El nou club esdevingué membre de la J. League. A la ciutat de Fujieda continuà jugant el club amateur Chūō Bōhan FC fins al 2006. El nom d'Avispa Fukuoka fou adoptat l'any 1996.